# Batrachorhina albovaria
Batrachorhina albovaria là một loài bọ cánh cứng trong họ Cerambycidae.